# Preslap
Preslap es una población rural de la municipalidad de Crna Trava, en el distrito de Jablanica, Serbia.

## Superficie
Posee una superficie de 23,20 kilómetros cuadrados.

## Demografía
Hasta 2011 la población era de 166 habitantes, con una densidad de población de 7,154 habitantes por kilómetro cuadrado.